# Železná
Železná (en allemand : Eisendorf) est une commune du district de Beroun, dans la région de Bohême-Centrale, en République tchèque. Sa population s'élevait à 283 habitants en 2020.

## Géographie
Železná se trouve à 5 km au nord de Beroun et à 26 km à l'ouest-sud-ouest du centre de Prague.
La commune est limitée par Chyňava à l'ouest, au nord et à l'est, par Beroun au sud et par Hýskov au sud-ouest.

## Histoire
La première mention écrite de la localité date de 1292.